# Bahnhof Waldkappel

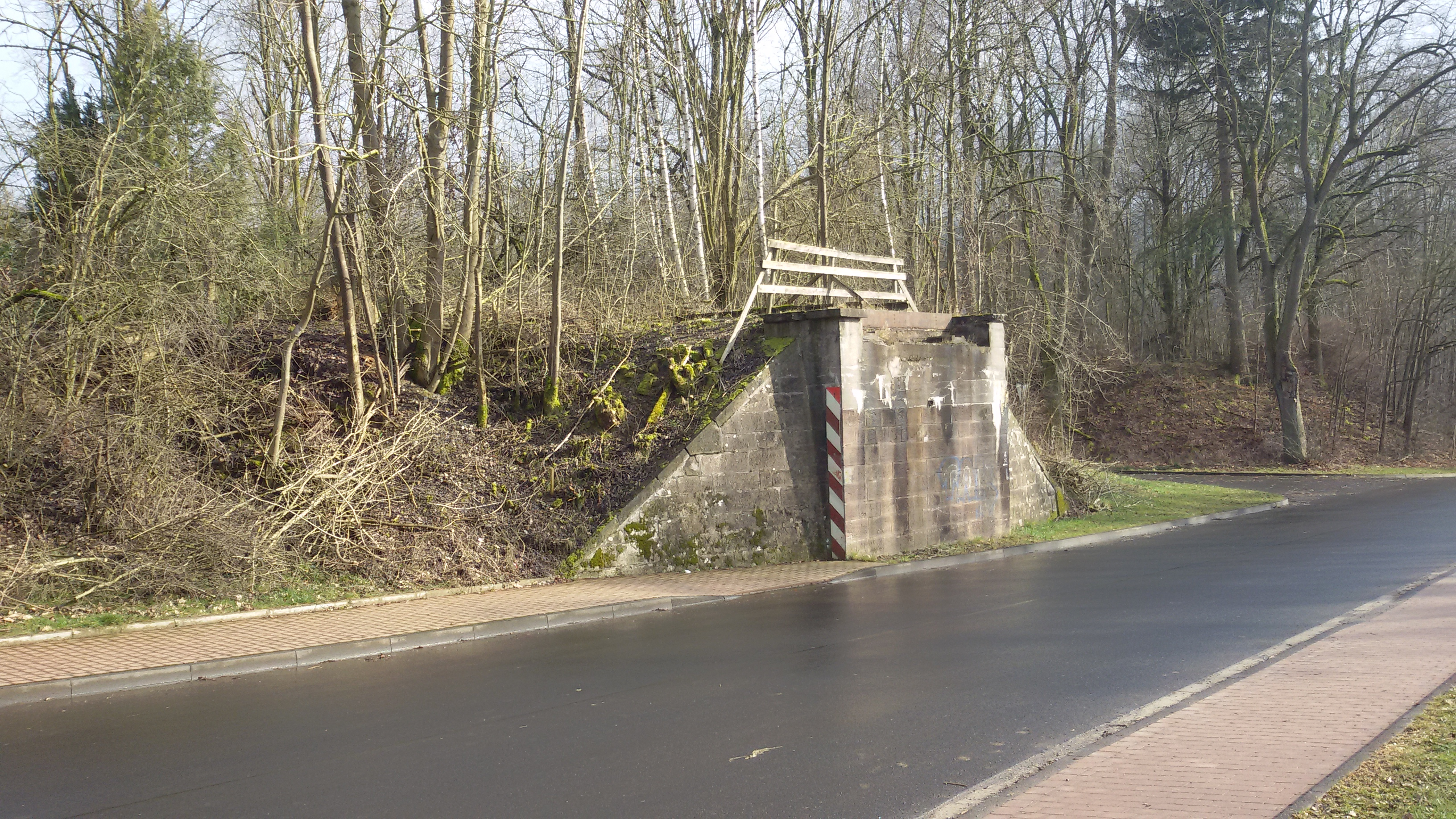
Reste der ehemals über die Bahnhofstraße führenden Brücke nach Kassel, welche 2011 abgerissen wurde. Rechts im Hintergrund ist die Einfahrt der Zufahrtsstraße zum Bahnhofsgelände zu sehen (fotografiert im März 2016)

Der Bahnhof Waldkappel war ein Keilbahnhof in der nordhessischen Stadt Waldkappel. Er ist heute stillgelegt und dient keinen verkehrstechnischen Zwecken mehr.

## Geschichte

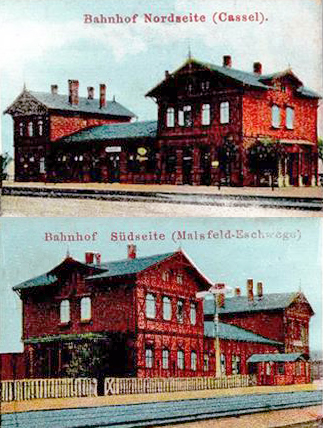
Ursprüngliches Empfangsgebäude

Der Bahnhof Waldkappel wurde am 15. Mai 1879 als ein Bahnhof der Bahnstrecke Niederhone–Treysa eröffnet. Diese wurde genau ein Jahr später um den Abschnitt Silberhausen Trennungsbahnhof–Eschwege erweitert und somit war die Strecke zwischen Leinefelde und Treysa komplett befahrbar. Am 1. Dezember 1879 folgte die Bahnstrecke Bettenhausen–Waldkappel, womit Waldkappel zum Keilbahnhof wurde. Diese Strecke wurde am 15. März 1880 bis zum Kasseler Hauptbahnhof verlängert. Da die Strecke Leinefelde–Treysa Teil der Kanonenbahn war, gab es auch militärischen Güterverkehr durch Waldkappel.
Während des Zweiten Weltkrieges explodierte bei einem Luftangriff auf Waldkappel am 31. März 1945 ein Munitionszug auf dem Bahnhofsgelände; das ursprüngliche Empfangsgebäude wurde dadurch zerstört und das Bahnhofsumfeld stark beschädigt. 17 Menschen verloren dabei ihr Leben.
Da nach Kriegsende der Bahnbetrieb schnellstmöglich wieder aufgenommen werden sollte, wurde der durch die Explosion entstandene, fast 400 Meter lange Krater verfüllt. Ein Umfahrgleis erlaubte bereits Anfang Juni 1945 den Betrieb von Eschwege nach Kassel. Die restlichen Gleisanlagen wurden einige Wochen später neu verlegt, so dass wieder voller Betrieb möglich war. Als Ersatz für das völlig zerstörte Empfangsgebäude entstand eine Holzbaracke, die erst 1957 durch einen Neubau ersetzt wurde. Das zerstörte Stellwerk wurde wieder aufgebaut. Ende der 1950er Jahre wurde der zerstörte Lokschuppen abgetragen und die Drehscheibe entfernt.
Nach dem Aufbau der innerdeutschen Grenze war die Bahnstrecke Leinefelde–Treysa unterbrochen und die Fahrgastzahlen gingen auf dieser Strecke zurück. In den 1970er Jahren wurde der in Hessen befindliche Streckenteil abschnittsweise stillgelegt. Zuerst wurde am 26. Mai 1974 der Personenverkehr Malsfeld–Waldkappel beendet, gleichzeitig auch der Güterverkehr zwischen Spangenberg und Waldkappel. Somit war Waldkappel kein Trennungsbahnhof mehr, sondern nur noch einfacher Halt und Ausweichmöglichkeit für die Züge von Eschwege nach Kassel. Auf den Gleisen Richtung Spangenberg standen abgestellte Güterwagen. Der letzte reguläre Personenzug in Waldkappel fuhr am 31. Mai 1985 von Kassel nach Eschwege; danach erfolgte der Rückbau der Gleise auf ein Durchgangsgleis, ein Ladegleis und ein Ausziehgleis. Zwischen Eschwege West und Waldkappel verkehrte noch bis zum 31. Dezember 1991 ein wöchentlicher Güterzug. Zum Jahreswechsel 1991/1992 endete der gesamte Schienenverkehr und im Jahr 1993 wurde der Bahnhof endgültig stillgelegt. Das Empfangsgebäude steht seitdem leer und verwahrlost. Nach 2010 wurde das östliche Bahnhofsvorfeld in einen Solarpark umgewandelt.
Im Jahr 2011 wurde die Bahnbrücke westlich des Bahnhofs über die Waldkappeler Bahnhofstraße abgetragen und die Fläche anschließend für einen städtischen Bauhof benutzt. Die Bahnbrücke der Strecke in Richtung Treysa über die Hindenburgstraße ist denkmalgeschützt.

Mit dem Bau der Bundesautobahn 44 wurden beide Bahnstrecken zerschnitten.

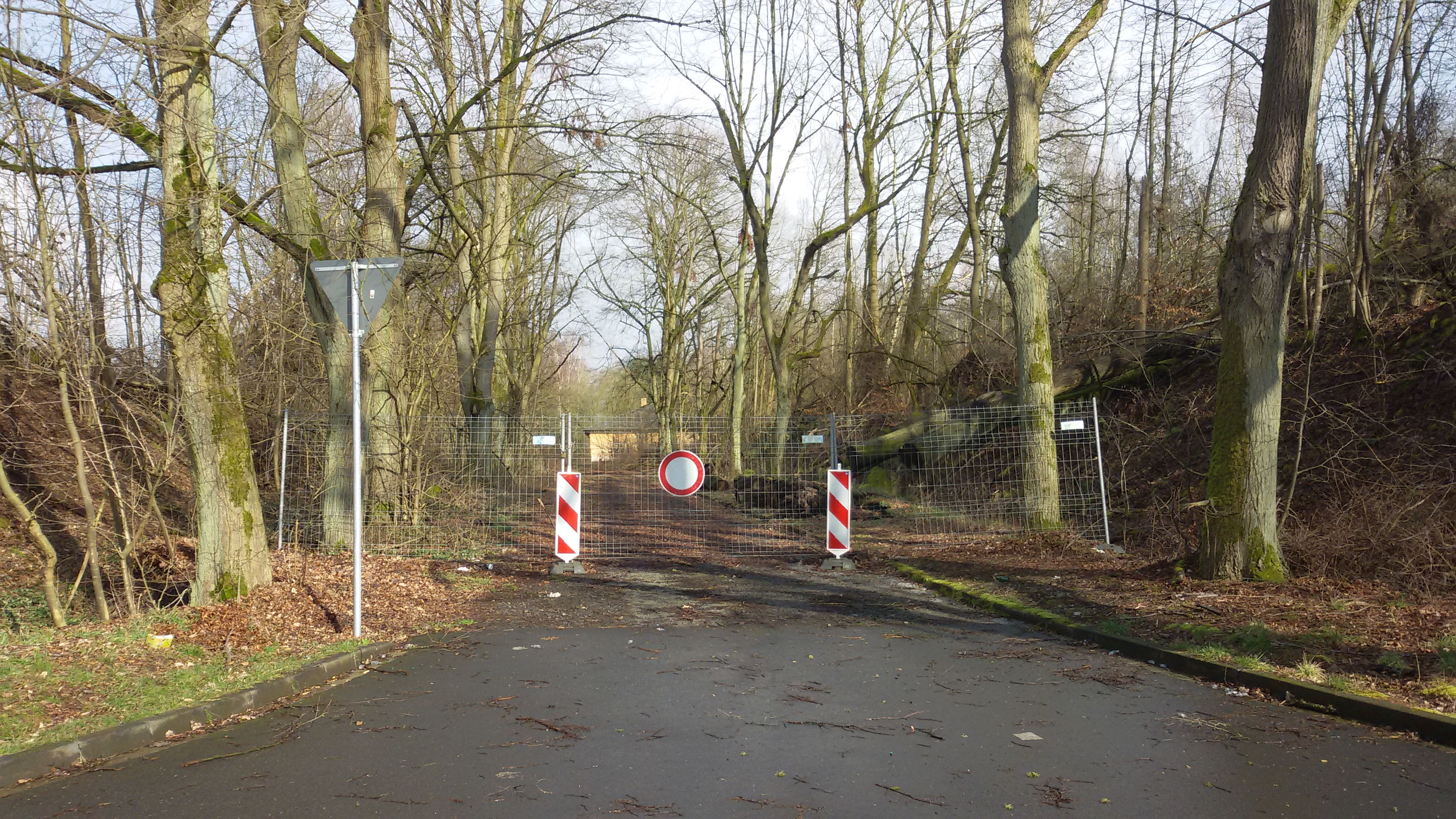
Blick von der Bahnhofstraße auf den abgesperrten Zufahrtsweg zum Bahnhofsgelände im März 2016

## Zustand heute
Der Waldkappeler Bahnhof selbst wird heute nicht mehr von Bussen angefahren. Im Ortskern befinden sich die Haltestellen „Wehrgasse“, „Kirche“ und „Wehrfeld“, die von der NVV-Buslinie 200 bedient werden. Die Linie fährt ziemlich genau den Abschnitt Eschwege–Hessisch Lichtenau parallel zur stillgelegten Bahnstrecke. In Wehretal-Reichensachsen und Eschwege besteht Anschluss zu Regionalbahnen in Richtung Göttingen und Bebra, in Hessisch Lichtenau zur Straßenbahn in Richtung Kassel sowie Anschluss mit Bussen nach Spangenberg und Melsungen. Der Abschnitt Hessisch Lichtenau–Kassel der ehemaligen Bahnstrecke ist heute Teil des Netzes der Kasseler Straßenbahn.

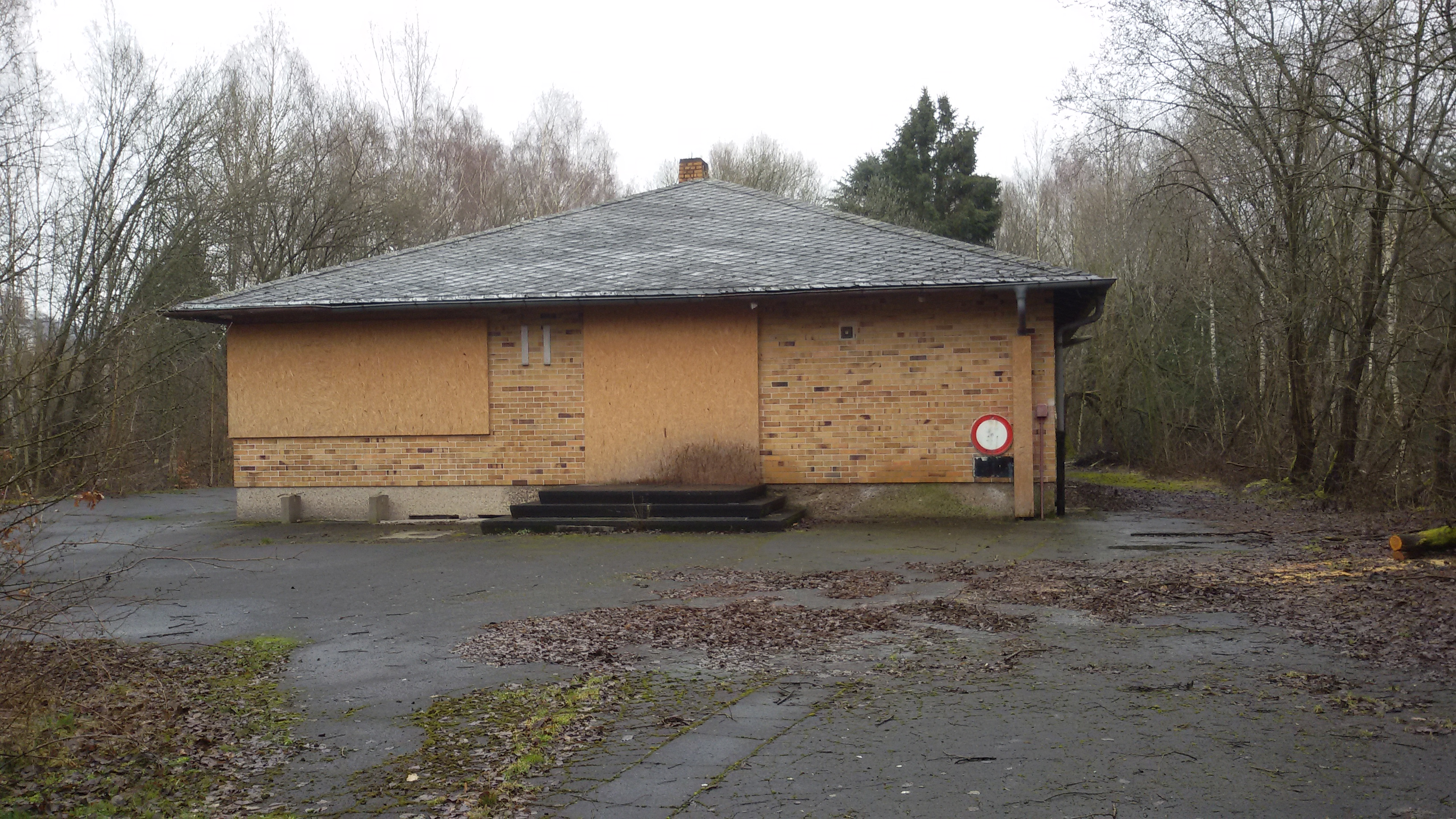
Blick auf das ehemalige Empfangsgebäude aus Richtung des Zufahrtsweges kommend aus gesehen (März 2016)